# Edward Bunbury
Pour les articles homonymes, voir Bunbury.
Edward Herbert Bunbury, 9e baronnet (8 juillet 1811 – 5 mars 1895), est un avocat anglais et une personnalité politique du parti libéral. Il réalise, en marge de sa carrière officielle, d'importantes recherches sur la géographie antique, qui font toujours référence.

## Biographie
Il est le deuxième fils d'Henry Bunbury (7e baronnet), et le petit-fils de Henry William Bunbury. Sa mère est Louise Émilie, fille du général Henry Edward Fox, le plus jeune fils de Henry Fox, et de son épouse, Georgiana Caroline Lennox, l'aînée des célèbres sœurs Lennox, une descendante de Charles II. Il fait ses études à Trinity College, Cambridge. Il devient avocat à Inner Temple en 1841.
En 1847 il est élu à la Chambre des Communes pour Bury St Edmunds, un siège qu'il occupe jusqu'en 1852. En 1886, il succède à son frère aîné comme baronnet.
Il meurt d'une pneumonie en mars 1895, à l'âge de 83 ans,. Il ne s'est jamais marié et son neveu, Charles est baronnet après lui.

## Travaux
Il est l'auteur de deux tomes de l'histoire de l'ancienne géographie (dont le titre complet est Une Histoire de l'Ancienne Géographie chez les Grecs et les Romains dès le plus jeune Âge et jusqu'à la Chute de l'Empire Romain), publié en 1879. C'est le premier ouvrage moderne, en anglais, qui travaille directement depuis les sources textuelles.
Il est également l'un des auteurs du Dictionary of Greek and Roman Geography (1854-57), et d'un certain nombre d'autres ouvrages de référence. Samuel Sharpe pense que Bunbury avait plagié son travail sur les Ptolémées,.